# 芒斯特芝士
芒斯特奶酪（法語發音：[mœ̃stɛʁ]）和芒斯特-热罗梅奶酪（munster-géromé），在阿尔萨斯被称作Minschterkäs 或 Minschterkaas，是一种以牛乳来制作的，以原产地曼斯泰名称命名的法国东部奶酪。芒斯特奶酪在1969年获得法国原产地控制命名标志（AOC），并在1996年获得欧洲联盟原产地保护标志（AOP）。

## 历史
根据一个非常古老的传说，芒斯特奶酪的历史追溯到七世纪。一个爱尔兰僧侣在经过法国西部洛林孚日省时把这种奶酪的制作配方透露给当地居民。
也有另外一种说法。在七世纪，有一群僧人在曼斯泰地区的山谷发明了这个以本地命名的奶酪。他们当时首要的任务是更好地更长久地保存牛乳，而且可以给那些住在修道院附近的农民提供食物。在那个时候，一群一群的乳牛在孚日山山脉休闲而自由地享受当地独特的青草花香，赋予了芒斯特奶酪独特的丰富而浓郁的味道。
芒斯特奶酪在16世纪后期开始闻名各地。那时，它畅销巴黎、瑞士、卢森堡和德国。
17世纪到今天，芒斯特奶酪的制造配方，伴随着主要生产地设施的改变，而也有了创新的发展。但是，乳牛们仍在草原牧场轻松自由地吃着当地独特的青草，几世纪以来一直没有改变。农民和企业家保存了传统的生产方式，一直为制作独特，典型，可口的芒斯特奶酪而作出努力。

## 描述
芒斯特奶酪以生牛乳或者巴氏杀菌后的牛乳为主要原料的传统的洗式软质奶酪。特色是它散发出来的强烈的气味。
芒斯特奶酪呈圆柱形，直径约13至19厘米，高度约2.4到8厘米不等，重量最小约450克，甚至可以达到1.5千克。名称为“小特芒斯特奶酪”（petit munster）或“小芒斯特-热罗梅”（petit munster-géromé）被保留用于直径为7到12厘米，大概具有120克重量的芒斯特奶酪。芒斯特奶酪的黄色外皮是通过亚麻短杆菌（Brevibacterium linens，也叫红发酵）发酵而成的。

## 地理
芒斯特奶酪的生产区主要是孚日山山脉附近，阿尔萨斯和洛林地区的7个行政地区：
- 下莱茵省（Bas-Rhin，除少数县）
- 上莱茵省（Haut-Rhin，除了一些县）
- 孚日省（Vosges ，除了一些小乡镇）
- 默尔特-摩泽尔省（Meurthe-et-Moselle，有些县）
- 摩泽尔省（Moselle，某些县）
- 上索恩省（Haute-Saône，几个小乡镇）
- 贝尔福地区省（Territoire de Belfort，除少数县）

产量 : 年产8100吨左右。

## 发酵成熟
大概来说，芒斯特奶酪需要3周左右的时间进行发酵成熟。
具体来说，芒斯特奶酪的发酵成熟时间严格按照原产地控制命名的要求来执行的。芒斯特和芒斯特-热罗梅的成熟时间最低为21天。小芒斯特和小芒斯特-热罗梅为14天。
在发酵成熟时间内，每个奶酪是通过手工来揉磨表皮和来翻转。

## 品尝
芒斯特奶酪和其它奶酪不一样：橙色的外皮，气味强烈，入口确相当温和。多亏大自然的恩赐，乳牛吃着孚日山山脉独特的青草。味蕾丰富的人能尝出轻盈的花香，木香，或干燥的种子香。
由于依靠乳牛的乳源质量，乳源又依靠孚日山山脉青草的质量，芒斯特奶酪的最佳品尝时期从五月到十月之间，四月到十二月也是不错的品尝芒斯特奶酪的时节。
像许多其他奶酪，芒斯特奶酪也不例外，含钙量很高，营养丰富。的确，一块芒斯特奶酪大概含有一大杯牛乳一样的含钙量。在生产过程中，制作1千克的芒斯特奶酪的需要不小于8升的牛乳。
比较年轻的芒斯特奶酪，可以搭配阿尔萨斯盛名的琼瑶浆（gewürztraminer），酒体丰满，结构强劲，香气浓郁而强烈。比较年老的芒斯特奶酪，因气味更强烈，口味更浓郁，可以搭配红葡萄酒，比如上梅多克（haut-médoc）也是不错的选择。